# Ozero Balykty
Ozero Balykty är en saltsjö i Kazakstan. Den ligger i den norra delen av landet, 400 km nordväst om huvudstaden Astana. Arean är 14,7 kvadratkilometer.